# Riccardo Rattazzi
Riccardo Rattazzi (Novara, 1964) è un fisico italiano, professore presso la Scuola politecnica federale di Losanna.
I suoi principali interessi di ricerca riguardano la fisica oltre il Modello Standard e la cosmologia.

## Biografia
Rattazzi ha studiato fisica alla Scuola Normale Superiore di Pisa e all'Università di Pisa, dove ha conseguito la Laurea cum laude in fisica nel 1987. Ha svolto attività di ricerca universitaria presso la Scuola Normale Superiore di Pisa sotto la guida di Riccardo Barbieri. Ha svolto il postdoc presso l'Università della California di Berkeley (1992-1993), presso l'Università Rutgers (1993-1996) e presso il CERN (1996-1998). Nel 1998 ha ottenuto la qualifica di ricercatore a tempo indeterminato presso l'Istituto Nazionale di Fisica Nucleare di Pisa. Dal 2001 al 2006 è stato membro junior dello staff del dipartimento di fisica teorica del CERN. Dal 2006 è titolare di una cattedra di fisica presso l'École Polytechnique Fédérale de Lausanne.

## Principali contributi scientifici
Nel 1998, insieme a Gian Giudice, Markus Luty e Hitoshi Murayama, Riccardo Rattazzi ha contribuito alla scoperto la rottura della supersimmetria mediata dall'anomalia, un sottile meccanismo quantistico che contribuisce a determinare le masse di gaugino nella supergravità.
Nel 1999, insieme a Gian Giudice e James Wells, Riccardo Rattazzi ha effettuato il primo studio dettagliato di caratterizzazione dei collisori degli scenari di grandi dimensioni extra di gravità su scala TeV.
Nel 2001, insieme ad Alberto Zaffaroni, Riccardo Rattazzi ha fornito una descrizione olografica della soluzione di Randall-Sundrum del problema della gerarchia, ed ha inoltre interpretato il meccanismo di Goldberger-Wise in termini di trasmutazione dimensionale.
Nel 2004, insieme a Riccardo Barbieri, Alex Pomarol e Alessandro Strumia, Riccardo Rattazzi ha predisposto un quadro per l'analisi dei dati combinati di precisione elettrodebole delle fasi a bassa e alta energia degli esperimenti LEP.
Nel 2006, insieme ad Allan Adams, Nima Arkani-Hamed, Sergei Dubovsky e Alberto Nicolis, Riccardo Rattazzi ha scoperto incongruenze che potrebbero essere presenti nelle lagrangiane effettive nella teoria quantistica dei campi. Queste incongruenze, che difficilmente si riscontrano nello spazio vuoto e a basse energie, diventano evidenti come violazioni della causalità quando sono presenti molti quanti di campo o quando si tenta di estendere la teoria a energie arbitrariamente alte.
Nel 2007, insieme a Gian Giudice, Christoph Grojean e Alex Pomarol, Riccardo Rattazzi ha costruito una lagrangiana efficace a bassa energia che incapsulava le proprietà generali dei modelli compositi del bosone di Higgs per i successivi esperimenti in LHC.
Nel 2008, insieme a Slava Rychkov, Erik Tonni e Alessandro Vichi, Riccardo Rattazzi ha trovato una implementazione pratica del metodo bootstrap conforme nelle teorie di campo conformi a quattro dimensioni. Sebbene questo lavoro fosse motivato dalla fisica oltre il modello standard, si è dimostrato influente anche in altre aree della fisica teorica come la teoria delle stringhe e la fisica statistica.
Nel 2009, insieme ad Alberto Nicolis ed Enrico Trincherini, Riccardo Rattazzi ha scoperto i galileoni, una nuova classe di teorie di campo scalari derivatamente accoppiate e invarianti rispetto alle trasformazioni galileiane. Queste teorie si sono quindi rivelate utili nello studio teorico della cosmologia dell'universo primordiale e dell'energia oscura.